# Rob Font
Robert Spencer Font (Leominster, Massachusetts, Estados Unidos; 25 de junio de 1987) es un artista marcial mixto estadounidense y miembro del New England Cartel que actualmente compite en la categoría de peso gallo de Ultimate Fighting Championship (UFC). Siendo profesional desde 2011, Font anteriormente compitió en CES MMA, donde fue Campeón de Peso Pluma. Desde el 22 de julio de 2025, está en la posición #9 del ranking de peso gallo de UFC.

## Carrera de artes marciales mixtas

### Carrera temprana
Comenzó a entrenar como aficionado en 2009 y compiló un récord de 3-1 antes de hacer su debut profesional en diciembre de 2011. 
Font compiló un récord de 10-1 como profesional, compitiendo por varias promociones regionales en su Nueva Inglaterra natal antes de firmar con UFC en la primavera de 2014.

### Ultimate Fighting Championship

#### 2014
Font hizo su debut promocional contra George Roop el 5 de julio de 2014, en UFC 175. Ganó la pelea por KO en el primer asalto. Esta victoria lo hizo merecedor de su primer premio de Actuación de la Noche.
Para su próxima pelea, se esperaba que Font enfrentara a Chris Beal el 5 de septiembre de 2014, en UFC Fight Night 50. Sin embargo, Font se retiró de la pelea, citando una lesión.
Se esperaba que Font enfrentara a Mitch Gagnon el 4 de octubre de 2014, en UFC Fight Night 54. Posteriormente, Font se retiró de la pelea la semana del evento y fue reemplazado por Roman Salazar.

#### 2016
Se esperaba que Font enfrentara a Chris Williams el 17 de enero de 2016, en UFC Fight Night 81. Posteriormente, Williams se vio obligado a abandonar la pelea debido a una lesión y fue reemplazado por Joey Gómez. Font ganó la pelea por nocaut técnico en el segundo asalto.
Font enfrentó a John Lineker el 14 de mayo de 2016, en UFC 198. Perdió la pelea por decisión unánime.
Se esperaba que Font enfrentara a Lan Entwistle el 8 de octubre de 2016, en UFC 204. Sin embargo, el día anterior al evento, Entwistle se enfermó durante el proceso de corte de peso y la pelea fue cancelada.
Se esperaba que Font enfrentara a Alejandro Pérez el 3 de diciembre de 2016, en The Ultimate Fighter 24 Finale. Sin embargo, Pérez se retiró de la pelea el 24 de noviembre. Fue reemplazado por el recién llegado Matt Schnell. Font ganó la pelea por nocaut técnico en el primer asalto.

#### 2017
Font enfrentó a Douglas Silva de Andrade el 8 de julio de 2017, en UFC 213. Ganó la pelea por sumisión en el segundo asalto. Esta victoria lo hizo merecedor de su segundo premio Actuación de la Noche.
Font enfrentó a Pedro Munhoz el 28 de octubre de 2017, en UFC Fight Night 119. Perdió la pelea por sumisión en el primer asalto.

#### 2018
Font enfrentó a Thomas Almeida el 20 de enero de 2018, en UFC 220. Ganó la pelea por nocaut técnico en el segundo asalto.
Font enfrentó a Raphael Assunção el 7 de julio de 2018, en UFC 226. Perdió la pelea por decisión unánime.
Font enfrentó a Sergio Pettis el 15 de diciembre de 2018, en UFC on Fox 31. Ganó la pelea por decisión unánime.

#### 2019
Se esperaba que Font enfrentara a Cody Stamann el 22 de junio de 2019, en UFC Fight Night 154. Sin embargo, el 5 de junio de 2019, se informó que Stamman se retiró del evento debido a una lesión y fue reemplazado por John Lineker. A su vez, Lineker fue retirado de la pelea por una razón no revelada. A su vez, Font fue removida de la cartelera.
Font enfrentó a Ricky Simón el 7 de diciembre de 2019, en UFC on ESPN 7. Ganó la pelea por decisión unánime. Esta pelea lo hizo merecedor dessu primer u primer premio de Pelea de la Noche.

#### 2020
Font enfrentó a Marlon Moraes el 19 de diciembre de 2020, en UFC on ESPN 183. Font ganó la pelea por TKO en el primer asalto. Esta victoria lo hizo merecedor de su tercer premio de Actuación de la Noche.

#### 2021
Font enfrentó a Cody Garbrandt el 22 de mayo de 2021, en UFC Fight Night 188. Ganó la pelea por decisión unánime.
Font enfrentó al ex-Campeón de Peso Pluma de UFC José Aldo el 4 de diciembre de 2021, en UFC on ESPN: Font vs. Aldo. Perdió la pelea por decisión unánime.

#### 2022
Font enfrentó a Marlon Vera el 30 de abril de 2022, en UFC on ESPN 35. En el pesaje, Font pesó 138.5 libras, 2 libras y media sobre el límite de peso gallo. La pelea continuó en un peso pactado con Font siendo multado con el 20% de su bolsa que fue hacía Vera. A pesar de superar significativamente a Vera en golpes conectados, Font perdió la pelea por decisión unánime. Esta pelea lo hizo merecedor de su segundo premio de Pelea de la Noche. Font estableció récords en peso gallo por la cantidad de golpes significativos y totales lanzados y conectados en una pelea; también tuvo la segunda mayor cantidad de golpes conectados combinada en una pelea de UFC.

#### 2023
Font enfrentó a Adrian Yanez el 8 de abril de 2023, en UFC 287. Ganó la pelea por TKO en el primer asalto. Esta victoria lo hizo merecedor de su cuarto premio de Actuación de la Noche.
Font estaba programado para enfrentar a Song Yadong el 19 de agosto de 2023, en UFC 292. Sin embargo, el 20 de julio se anunció que Font reemplazaría a un lesionado Umar Nurmagomedov para enfrentar a Cory Sandhagen en un peso pactado de 140 libras el 5 de agosto de 2023, en UFC on ESPN 50, luego de que su oponente Song Yadong se retirara de la pelea por una lesión. Font perdió la pelea por decisión unánime.
Font enfrentó al ex-Campeón Mundial de Peso Mosca de UFC Deiveson Figueiredo el 2 de diciembre de 2023, en UFC on ESPN 52. Perdió la pelea por decisión unánime.

#### 2024
Font se enfrentó a Kyler Phillips el 19 de octubre de 2024, en UFC Fight Night 245. Ganó la pelea por decisión unánime.

## Vida personal
Font es de ascendencia puertorriqueña.
Font y su esposa tienen una hija (nacida en 2022).

## Campeonatos y logros
- Ultimate Fighting Championship
  - Actuación de la Noche (Cuatro veces) vs. George Roop, Douglas Silva de Andrade, Marlon Moraes, Adrian Yanez [63][64][65][52]
  - Pelea de la Noche (Dos veces) vs. Ricky Simón y Marlon Vera[66][67]

- CES MMA
  - Campeonato de Peso Pluma de CES (Una vez)
    - Una defensa titular exitosa

## Récord en artes marciales mixtas
| Récord profesional | Récord profesional | Récord profesional |
| 29 peleas          | 21 victorias       | 8 derrotas         |
| ------------------ | ------------------ | ------------------ |
| Nocaut             | 9                  | 0                  |
| Sumisión           | 4                  | 1                  |
| Decisión           | 8                  | 8                  |

| Resultado | Récord | Oponente                 | Método                            | Evento                                               | Fecha                   | Ronda | Tiempo | Localización            | Notas                                                                      |
| --------- | ------ | ------------------------ | --------------------------------- | ---------------------------------------------------- | ----------------------- | ----- | ------ | ----------------------- | -------------------------------------------------------------------------- |
| Victoria  | 21-8   | Kyler Phillips           | Decisión (unánime)                | UFC Fight Night: Hernandez vs. Pereira               | 19 de octubre de 2024   | 3     | 5:00   | Las Vegas, Nevada       |                                                                            |
| Derrota   | 20–8   | Deiveson Figueiredo      | Decisión (unánime)                | UFC on ESPN: Dariush vs. Tsarukyan                   | 2 de diciembre de 2023  | 3     | 5:00   | Austin, Texas           |                                                                            |
| Derrota   | 20–7   | Cory Sandhagen           | Decisión (unánime)                | UFC on ESPN: Sandhagen vs. Font                      | 5 de agosto de 2023     | 5     | 5:00   | Nashville, Tennessee    | Pelea en peso pactado (140 lbs).                                           |
| Victoria  | 20–6   | Adrian Yanez             | TKO (golpes)                      | UFC 287                                              | 8 de abril de 2023      | 1     | 2:57   | Miami, Florida          | Actuación de la Noche.                                                     |
| Derrota   | 19–6   | Marlon Vera              | Decisión (unánime)                | UFC on ESPN: Font vs. Vera                           | 30 de abril de 2022     | 5     | 5:00   | Las Vegas, Nevada       | Pelea en peso pactado (138.5 lbs). Font no dio el peso. Pelea de la Noche. |
| Derrota   | 19–5   | José Aldo                | Decisión (unánime)                | UFC on ESPN: Font vs. Aldo                           | 4 de diciembre de 2021  | 5     | 5:00   | Las Vegas, Nevada       |                                                                            |
| Victoria  | 19–4   | Cody Garbrandt           | Decisión (unánime)                | UFC Fight Night: Font vs. Garbrandt                  | 22 de mayo de 2021      | 5     | 5:00   | Las Vegas, Nevada       |                                                                            |
| Victoria  | 18–4   | Marlon Moraes            | TKO (golpes)                      | UFC on ESPN: Thompson vs. Holland                    | 19 de diciembre de 2020 | 1     | 3:47   | Las Vegas, Nevada       | Actuación de la Noche.                                                     |
| Victoria  | 17–4   | Ricky Simón              | Decisión (unánime)                | UFC on ESPN: Overeem vs. Rozenstruik                 | 7 de diciembre de 2019  | 3     | 5:00   | Washington D. C.        | Pelea de la Noche.                                                         |
| Victoria  | 16–4   | Sergio Pettis            | Decisión (unánime)                | UFC on Fox: Lee vs. Iaquinta 2                       | 15 de diciembre de 2018 | 3     | 5:00   | Milwaukee, Wisconsin    |                                                                            |
| Derrota   | 15–4   | Raphael Assunção         | Decisión (unánime)                | UFC 226                                              | 7 de julio de 2018      | 3     | 5:00   | Las Vegas, Nevada       |                                                                            |
| Victoria  | 15–3   | Thomas Almeida           | TKO (patada a la cabeza y golpes) | UFC 220                                              | 20 de enero de 2018     | 2     | 2:24   | Boston, Massachusetts   |                                                                            |
| Derrota   | 14–3   | Pedro Munhoz             | Sumisión (guillotine choke)       | UFC Fight Night: Brunson vs. Machida                 | 28 de octubre de 2017   | 1     | 4:03   | São Paulo               |                                                                            |
| Victoria  | 14–2   | Douglas Silva de Andrade | Sumisión (guillotine choke)       | UFC 213                                              | 8 de julio de 2017      | 2     | 4:36   | Las Vegas, Nevada       | Actuación de la Noche.                                                     |
| Victoria  | 13–2   | Matt Schnell             | KO (rodillazo y golpes)           | The Ultimate Fighter: Tournament of Champions Finale | 3 de diciembre de 2016  | 1     | 3:47   | Las Vegas, Nevada       |                                                                            |
| Derrota   | 12–2   | John Lineker             | Decisión (unánime)                | UFC 198                                              | 14 de mayo de 2016      | 3     | 5:00   | Curitiba                |                                                                            |
| Victoria  | 12–1   | Joey Gomez               | TKO (golpes)                      | UFC Fight Night: Dillashaw vs. Cruz                  | 17 de enero de 2016     | 2     | 4:13   | Boston, Massachusetts   |                                                                            |
| Victoria  | 11–1   | George Roop              | KO (golpes)                       | UFC 175                                              | 5 de julio de 2014      | 1     | 2:19   | Las Vegas, Nevada       | Debut en peso gallo. Actuación de la Noche.                                |
| Victoria  | 10–1   | Tristen Johnson          | KO (puñetazo)                     | CES MMA 23                                           | 25 de abril de 2014     | 1     | 2:48   | Lincoln, Rhode Island   |                                                                            |
| Victoria  | 9–1    | Ahsan Abdullah           | Sumisión (D'Arce choke)           | CES MMA 21                                           | 24 de enero de 2014     | 1     | 3:48   | Lincoln, Rhode Island   |                                                                            |
| Victoria  | 8–1    | Matt Dimarcantonio       | Decisión (unánime)                | CES MMA 20                                           | 6 de diciembre de 2013  | 3     | 5:00   | Lincoln, Rhode Island   | Defendió el Campeonato de Peso Pluma de CES.                               |
| Victoria  | 7–1    | Chris Foster             | TKO (golpes)                      | CES MMA 18: Gold Rush                                | 9 de agosto de 2013     | 1     | 4:01   | Lincoln, Rhode Island   | Ganó el Campeonato de Peso Pluma de CES.                                   |
| Victoria  | 6–1    | Lucas Cruz               | Decisión (unánime)                | CES MMA: Path to Destruction                         | 12 de abril de 2013     | 3     | 5:00   | Lincoln, Rhode Island   | Peso pactado (150 lbs).                                                    |
| Victoria  | 5–1    | Saul Almeida             | Decisión (unánime)                | CES MMA: Undisputed 2                                | 1 de febrero de 2013    | 3     | 5:00   | Lincoln, Rhode Island   |                                                                            |
| Victoria  | 4–1    | Brandon Fleming          | Decisión (unánime)                | Cage Titans 11                                       | 12 de octubre de 2012   | 3     | 5:00   | Plymouth, Massachusetts |                                                                            |
| Victoria  | 3–1    | Lionel Young             | Sumisión (guillotine choke)       | CFX 21                                               | 11 de agosto de 2012    | 3     | 0:58   | Brockton, Massachusetts |                                                                            |
| Victoria  | 2–1    | Thane Stimson            | KO (puñetazo)                     | Reality Fighting                                     | 2 de junio de 2012      | 1     | 0:43   | Uncasville, Connecticut | Debut en peso pluma.                                                       |
| Derrota   | 1–1    | Desmond Green            | Decisión (unánime)                | Premier FC 8                                         | 1 de abril de 2012      | 3     | 5:00   | Holyoke, Massachusetts  |                                                                            |
| Victoria  | 1–0    | Matt Tuthill             | Sumisión (armbar)                 | Premier FC 7                                         | 3 de diciembre de 2011  | 1     | 2:32   | Amherst, Massachusetts  | Debut en peso ligero.                                                      |